# Gouvernance réglementaire
 (juillet 2024).
La mise en forme du texte ne suit pas les recommandations de Wikipédia : il faut le « wikifier ».
Les points d'amélioration suivants sont les cas les plus fréquents :
- Les titres sont pré-formatés par le logiciel. Ils ne sont ni en capitales, ni en gras.
- Le texte ne doit pas être écrit en capitales (les noms de famille non plus), ni en gras, ni en italique, ni en « petit »…
- Le gras n'est utilisé que pour surligner le titre de l'article dans l'introduction, une seule fois.
- L'italique est rarement utilisé : mots en langue étrangère, titres d'œuvres, noms de bateaux, etc.
- Les citations ne sont pas en italique mais en corps de texte normal. Elles sont entourées par des guillemets français : « et ».
- Les listes à puces sont à éviter, des paragraphes rédigés étant largement préférés. Les tableaux sont à réserver à la présentation de données structurées (résultats, etc.).
- Les appels de note de bas de page (petits chiffres en exposant, introduits par l'outil «  Source ») sont à placer entre la fin de phrase et le point final[comme ça].
- Les liens internes (vers d'autres articles de Wikipédia) sont à choisir avec parcimonie. Créez des liens vers des articles approfondissant le sujet. Les termes génériques sans rapport avec le sujet sont à éviter, ainsi que les répétitions de liens vers un même terme.
- Les liens externes sont à placer uniquement dans une section « Liens externes », à la fin de l'article. Ces liens sont à choisir avec parcimonie suivant les règles définies. Si un lien sert de source à l'article, son insertion dans le texte est à faire par les notes de bas de page.
- La présentation des références doit suivre les conventions bibliographiques. Il est recommandé d'utiliser les modèles {{Ouvrage}}, {{Chapitre}}, {{Article}}, {{Lien web}} et/ou {{Bibliographie}}. Le mode d'édition visuel peut mettre en forme automatiquement les références.
- Insérer une infobox (cadre d'informations à droite) n'est pas obligatoire pour parachever la mise en page.

Pour une aide détaillée, merci de consulter Aide:Wikification.
Si vous pensez que ces points ont été résolus, vous pouvez retirer ce bandeau et améliorer la mise en forme d'un autre article.
 (novembre 2023).
La gouvernance réglementaire est un domaine de la gestion publique visant à faire le meilleur usage de l’instrument normatif dans la mise en œuvre des politiques publiques. Elle s’est détachée de la gouvernance publique au début des années 2000, quand l’importance des effets négatifs de l’excès de réglementation a conduit les gouvernements à tendance libérale à entamer un dialogue et une coopération pour mettre au point des nouvelles techniques de gestion des textes normatifs. L’OCDE est le principal forum de mise en commun des expériences nationales, et la direction de la gouvernance publique de cette organisation a élaboré des lignes directrices non contraignantes destinées à aider les gouvernements et les autorités de régulation dans leurs projets de réforme. Il s’agit de la Recommandation du Conseil concernant la politique et la gouvernance réglementaires de 2012.
Presque tous les États-membres de l’OCDE et de nombreux non-membres ont mis en place des réformes qui prennent des désignations différentes en fonction des priorités politiques nationales et des ordres juridiques de chaque pays, et qui peuvent changer dans le temps. On trouve notamment les appellations suivantes: Regulatory Reform (Etats-Unis), Smart Regulation (Commission Européenne), Better Regulation (Royaume-Uni), etc. Un tableau comparatif du contenu et des promoteurs de ces politiques, élaboré par C.H. Montin, figure dans un rapport du Sénat de France de 2013.
Chaque pays adopte un certain nombre d'outils parmi ceux offerts par la gouvernance réglementaire pour atteindre ses objectifs de réforme. Le Royaume-Uni a été pionnier dans le domaine des études d'impact. Les Pays-Bas ont mis au point une méthode qui s'est beaucoup diffusée pour la réduction des charges encourues par les entreprises pour se mettre en conformité avec la réglementation. D’autres comme l’Australie cherchent à accroitre la productivité nationale par une révision des textes législatifs et réglementaires.